# Vallée d'Aoste Chardonnay
Le Vallée d'Aoste Chardonnay est un vin blanc italien de la région autonome Vallée d'Aoste doté d'une appellation DOC depuis le 30 juillet 1985. 
Seuls ont droit à la DOC les vins récoltés à l'intérieur de l'aire de production définie par le décret. 
Les vignobles autorisés se situent en Vallée d'Aoste dans les communes de : 
| - Aoste - Arnad - Arvier - Avise - Aymavilles - Bard - Brissogne - Challand-Saint-Victor - Chambave - Champdepraz - Charvensod - Châtillon | - Donnas - Fénis - Gressan - Hône - Introd - Issogne - Jovençan - La Salle - Montjovet - Morgex - Nus - Perloz | - Pollein - Pontey - Pont-Saint-Martin - Quart - Saint-Christophe - Saint-Denis - Saint-Nicolas - Saint-Vincent - Sarre - Verrayes - Verrès - Villeneuve. |

## Caractéristiques organoleptiques
- couleur : jaune paille.
- odeur : fin, intense, fruité avec des arômes de poivre vert
- saveur : sec, savoureux, plein, harmonieux.

Le Vallée d'Aoste Chardonnay se déguste à une température de 8 à 10 °C et il se gardera 1 à 2 ans. 

## Production
Province, saison, volume en hectolitres :
- pas de données disponibles